# Ozarba devylderi
Ozarba devylderi là một loài bướm đêm trong họ Noctuidae.